# Cyrtodesmus macrosetosus
Cyrtodesmus macrosetosus är en mångfotingart som beskrevs av Loomis 1964. Cyrtodesmus macrosetosus ingår i släktet Cyrtodesmus och familjen Cyrtodesmidae. Inga underarter finns listade i Catalogue of Life.